# Luisa Capetillo

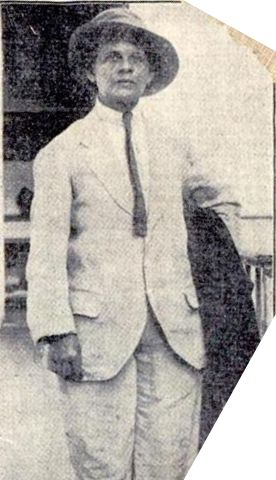
Luisa Capetillo 1919

Luisa Capetillo (* 28. Oktober 1879 in Arecibo; † 10. Oktober 1922 in Río Piedras) war eine puerto-ricanische Autorin, Aktivistin für Frauenrechte und Feminismus, Organisatorin in der Arbeiterbewegung und Anarchistin.
Capetillo schrieb in ihren Essays unter anderem über die freie Liebe, darunter verstand sie, dass Frauen das Recht haben sollten zu wählen, wen sie lieben und heiraten wollten, ohne autoritäre, staatliche und gesetzliche Bevormundungen. Sie wurde auch dafür bekannt, dass sie als erste Frau Hosen in der Öffentlichkeit trug und wurde wegen des Tragens von „Männerkleidung“ in Kuba und Puerto Rico verhaftet.

## Leben
Capetillo wuchs in einer liberalen Familie in Arecibo auf. Ihr Vater, Luis Capetillo Echevarria, kam aus Spanien, ihre Mutter, Luisa Margarita Perone, aus Frankreich. Beide waren aus Hoffnung auf ein besseres Leben nach Puerto Rico gekommen, um dort ihr Glück zu versuchen. Luisa Margarita Perone hatte vorgehabt, als Gouvernante für Kinder von wohlhabenden Familien tätig zu werden, wurde jedoch als Hausgehilfin beschäftigt. Luis Capetillo Echevarria war ein Arbeiter, der in verschiedenen Berufen sein Geld verdiente.
Luisa Capetillo verliebte sich als Neunzehnjährige in einen jungen Mann aus Arecibo, mit dem sie zwei Kinder bekam. Nach vier Jahren scheiterte die Beziehung.
Als alleinstehende Mutter arbeitete sie in einer Textilfabrik. Obwohl sie katholisch getauft war, hielt sie nichts von den strengen Regeln und Dogmen der katholischen Kirche. Capetillo glaubte jedoch an die ihrer Meinung nach christlichen Werte von „Gerechtigkeit und Gleichheit“. Sie war auch überzeugt von der anarchistischen Philosophie, die zu jener Zeit in Arecibo und benachbarten Städten immer mehr Anhänger fand.

## Wirken
Capetillo hielt Vorträge in einer lokalen Tabakfabrik über aktuelle Ereignisse und Lesungen aus den Werken von Émile Zola, Charles Darwin, Friedrich Engels, Michail A. Bakunin und anderen. Hier machte sie ihre erste Bekanntschaft mit der Gewerkschaftsbewegung. 1904 veröffentlichte sie Essays mit dem Titel Meine Stellungnahme, die in der Gewerkschaftszeitung
veröffentlicht wurden.
1905 nahm Capetillo an einem Arbeiterstreik teil und wurde eine der Führungsfiguren der ersten Gewerkschaft in Puerto Rico, der Federación Regional de Trabajadores („Regionaler Arbeiterbund“). Wegen ideologischen Meinungsverschiedenheiten gründete Capetillo mit anderen Mitgliedern eine neue Gewerkschaft, die Federación Libre de Trabajadores (Freier Arbeiterbund, FLT). Capetillo reiste durch Puerto Rico mit dem Ziel, Frauen für die Frauenrechte zu begeistern. 1908 forderte sie auf einer Tagung der Gewerkschaft, diese solle sich für das Frauenwahlrecht einzusetzen.
Die FLT initiierte 1909 eine Kampagne unter dem Namen cruzada del ideal („Kreuzzug des Ideals“), an der Capetillo teilnahm. Aus dieser Zeit stammt ihr Essay Meine Stellungnahme über die Freiheiten, Rechte und Pflichten von Frauen. Obwohl sie überzeugte Feministin war, beteiligte sie sich nicht an den aufkommenden feministischen Organisationen. Ihre Aktivität konzentrierte sich auf die Arbeiterbewegung und ihre Gewerkschaft, in der sie sich für die Frauenrechte einsetzte. Durch ihre Forderungen und Aktivitäten wurden zahlreiche Arbeitnehmerinnen Mitglieder der Gewerkschaft. Ihrer Meinung nach sollte eine proletarische Frauenbewegung integraler Bestandteil der organisierten Arbeiterbewegung sein, mit dem Ziel, für allgemeines Frauenwahlrecht, bessere Arbeitsbedingungen sowie höhere Löhne zu kämpfen. Capetillo gilt als eine der ersten Frauenrechtlerinnen in Puerto Rico.
In New York City organisierte Capetillo 1912 kubanische und puerto-ricanische Tabakarbeiter für bessere Arbeitsbedingungen. Da sie öfters in New York war, eröffnete sie dort ein vegetarisches Restaurant, das zum Treffpunkt für sozialistische Diskussionsgruppen wurde. Zwischen 1912 und 1916 war sie beteiligt an einem Arbeiterstreik in Kuba, der von der anarchistischen Föderation Kubas (La Federación Anarquista) organisiert worden war. Capetillo wurde im Juli 1915 in Havanna verhaftet und ausgewiesen. Ihre Verhaftung wurde mit dem Argument begründet, dass sie „Männerkleidung“ (Hosen) in der Öffentlichkeit getragen hatte.
In Tampa (Florida) hatte sie ebenfalls die Arbeiter organisiert und hielt auch dort Lesungen in einer Tabakfabrik. In Florida veröffentlichte sie die zweite Ausgabe von Meine Stellungnahme. 1919 forderte Capetillo die Frauen von Puerto Rico auf, Hosen zu tragen. In der damaligen Zeit war dies eine große Provokation, die einem „Verbrechen“ gleichkam (Shirley Aldebol). Capetillo wurde verhaftet, der zuständige Richter wies die Anklage jedoch später ab. Im selben Jahr reiste sie in die Dominikanische Republik, um streikende Arbeiter zu unterstützen. Die dortige Sozialistische Arbeiterpartei führte eine politische Kampagne, an der Capetillo teilnahm, auch wenn die Partei ihre anarchistische Weltanschauung nicht teilte.
Capetillo reiste nach Puerto Rico zurück und organisierte einen Streik (ebenso den Sugar Cane Strike von 1916) an dem rund 40.000 Arbeiter teilnahmen. Zwischen 1916 und 1918 fanden die größten Streiks in der Geschichte von Puerto Rico statt, die zu einer allgemeinen Lohnerhöhung von 13 % führten.
Luisa Capetillo starb im Oktober (oder im April) 1922 an Tuberkulose. Sie wurde auf dem städtischen Friedhof von Arecibo begraben.

## Allgemeines
In Arecibo besteht eine Non-Profit-Organisation (Stiftung) mit dem Namen Casa Protegida Luisa Capetillo. Sie hat sich zur Aufgabe gesetzt, körperlich und psychisch misshandelten Frauen zu helfen. Die Universität von Puerto Rico gründete im März 1990 das Centro de Documentación Sala Luisa Capetillo. Das Zentrum ist Teil des 1986 entstandenen Projekts Frauenstudien.

## Werke
- A Nation Of Women: An Early Feminist Speaks Out/Mi opinión sobre las libertades, by Luisa Capetillo. Publisher: Arte Publico Press, März 2005. ISBN 978-1558854277 Online Angaben verfügbar. Google Books
- Absolute Equality: An Early Feminist Perspective/Influencias De Las Ideas Modernas (Recovering the U.S. Hispanic Literary Heritage) by Luisa Capetillo. Publisher: Arte Publico Pr; 1. Edition, August 2011. ISBN 978-1558855229
- Amor y Anarquia: Los Escritos de Luisa Capetillo (Spanish Edition) by Luisa Capetillo. Publisher: Ediciones Huracan, Inc., Primera edicion (1992) ISBN 978-0929157153

## Film, Video, Theater
- Luisa Capetillo: Pasión de justicia (1995). Dokumentarfilm, 45 Minuten. Country: Puerto Rico. Language: Spanish. Filming Locations: Puerto Rico. Online-Information in der Internet Movie Database.
- Luisa Capetillo - Free Love - YouTube. Video, 8:13 Minuten.
- The 50th Festival of Puerto Rican Theater. Theater: Luisa Capetillo: The Active Muse. Dr. Jessica Gaspar presents „Luisa Capetillo: la musa active“ [Luisa Capetillo: The Active Muse], a play inspired by the life and work of Luisa Capetillo. It will take place at 8:00pm, in the Julia de Burgos Theater, School of Humanities, at the University of Puerto Rico – Río Piedras (13. Mai 2009).

## Weiterführende Literatur
- Norma Valle Ferrer: Luisa Capetillo, pioneer Puerto Rican feminist. Verlag Peter Lang, New York; 1. Auflage Juni 2006. ISBN 978-0-8204-4285-3. Online Information verfügbar. Google Books
- Robin Kadison Berson: Marching to a different drummer: unrecognized heroes of history. Verlag: Greenwood Pub Group Inc, September 1994. ISBN 978-0-313-28802-9. Online-Informationen verfügbar. Google Books.
- Norma Valle Ferrer: Feminism and Its Influence on Women's Organizations in Puerto Rico. In: „The Puerto Rican Woman: Perspectives on Culture, History and Society“. Seite 75–87. Praeger, New York 1986.
- Nancy Bird-Soto: Escritoras puertorriquenas de la transicion del siglo XIX al XX: Carmela Eulate Sanjurjo, Ana Roque Y Luisa Capetillo. Publisher: Edwin Mellen Pr, Juni 2009 (spanisch). ISBN 978-0-7734-4697-7
- Nancy A. Hewitt: Southern Discomfort: Women's Activism in Tampa, Florida, Maria Sabat Meruelo, Sarah Lawrence College. Women's History: Luisa Capetillo: radical proletarian social reformer. Verlag Sarah Lawrence College, 2007.